# 信达证券
信达证券股份有限公司（上交所：601059，简称：信达证券），是2007年9月成立的中国国内AMC系第一家证券公司。信达证券经中国证券监督管理委员会批准，由中国信达资产管理公司作为主要发起人，联合中海信托投资有限责任公司和中国中材，在继承中国信达投资银行业务并收购辽宁省证券公司、汉唐证券的证券类资产基础上成立的证券公司。
2010年12月13日，公司总股本由151,100万股增加至256,870万股。本次增资由中国信达与中海信托分别认购105,140万股与630万股。2011年2月9日，中国证监会核准信达证券注册资本变更，3月3日，注册资本变更为256,870万元。2020年2月28日，公司召开2020年第一次临时股东大会，新增股东中泰创投、中天金投、昊天光电、前海科创、永信国际5家股东，新增股东合计认购35,000万股，3月30日，公司注册资本变更为291,870万元。
2015年5月22日，中国信达所持有信达澳银基金的股份全部改由信达证券持有。